# Oscar Bressane (kommun)
Oscar Bressane är en kommun i Brasilien.   Den ligger i delstaten São Paulo, i den södra delen av landet, 800 km söder om huvudstaden Brasília. Antalet invånare är 2 539.
Följande samhällen finns i Oscar Bressane:
- Oscar Bressane

Omgivningarna runt Oscar Bressane är huvudsakligen savann. Runt Oscar Bressane är det glesbefolkat, med 12 invånare per kvadratkilometer.